# Otostigmus striolatus
Otostigmus striolatus är en mångfotingart som beskrevs av Karl Wilhelm Verhoeff 1937. Otostigmus striolatus ingår i släktet Otostigmus och familjen Scolopendridae. Inga underarter finns listade i Catalogue of Life.